# Sabres
Sabres är en kommun i departementet Landes i regionen Nouvelle-Aquitaine i sydvästra Frankrike. Kommunen ligger i kantonen Sabres som tillhör arrondissementet Mont-de-Marsan. År 2022 hade Sabres 1 191 invånare.

## Befolkningsutveckling
Antalet invånare i kommunen Sabres
Referens:INSEE